# Sinarachna anomala
Sinarachna anomala là một loài tò vò trong họ Ichneumonidae.